# Malassezia dermatis
Malassezia dermatis är en svampart som beskrevs av Sugita, M. Takash., A. Nishikawa & Shinoda 2002. Malassezia dermatis ingår i släktet Malassezia, ordningen Malasseziales, divisionen basidiesvampar och riket svampar.   Inga underarter finns listade i Catalogue of Life.